# MSI 클로 A1M

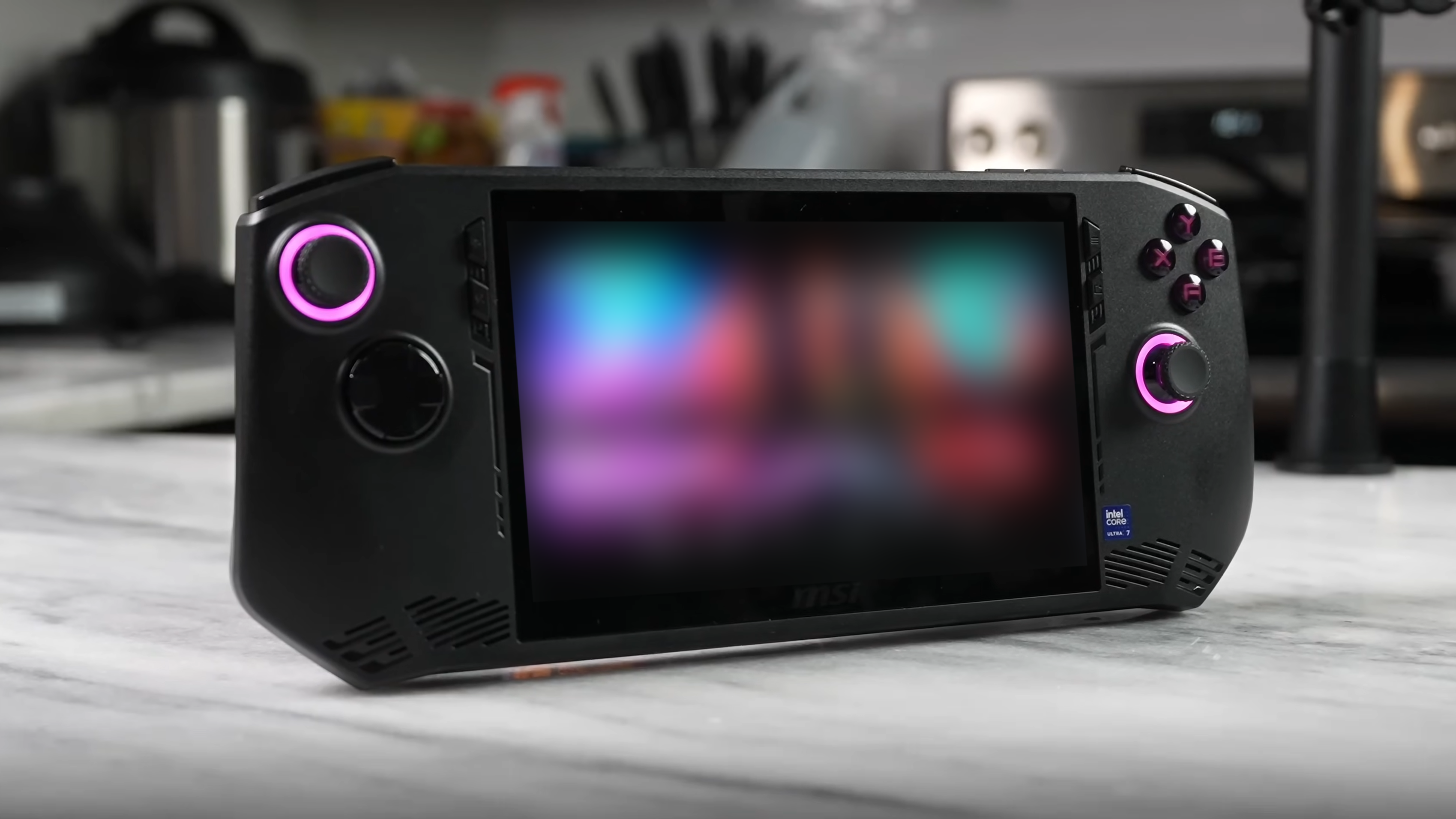
조명이 들어오는 스틱과 버튼이 있는 MSI 클로 A1M

MSI 클로 A1M(MSI Claw A1M)은 MSI(마이크로-스타 인터내셔널)가 개발한 휴대용 게이밍 컴퓨터로, 2024년 3월 출시되었다.

## 기술적 특징
7인치 120HZ LCD IPS 디스플레이를 갖추고 있으며 메테오레이크 기반 인텔 코어 울트라 5 135H 또는 울트라 7 155H, 8개의 Xe GPU 코어 및 12개의 CPU 코어(4성능 + 8효율, 135H) 또는 14코어로 구동된다. CPU 코어(6개 성능 + 8개 효율성, 155H). 다른 하드웨어에는 미리보기 정보에 따르면 53와트시 리튬 이온 배터리와 16GB RAM이 포함되어 있다.
클로에는 Wi-Fi, 스피커 2개, 선더볼트 4 지원 USB Type-C 포트, HDMI 출력 및 오디오 잭이 함께 제공된다. 윈도우 11 홈 및 MSI 안드로이드 앱 플레이어를 실행한다. 무게는 675g이고 외부 코팅은 검정색이다.

## 평가
이 장치는 경쟁 휴대용 PC에 비해 높은 전력 소모와 낮은 성능으로 인해 리뷰어들로부터 비판을 받았다.
와이어드는 경쟁사에 비해 하드웨어가 오래되었고 배터리 수명이 좋지 않다고 말했다.

## 같이 보기
- Steam Deck